# No. 92 Squadron
No. 92 Squadron ist eine Einheit der Royal Air Force, die heute auf dem Flugplatz Waddington stationiert ist.

## Geschichte

### Erster Weltkrieg
Die Heeres-Luftwaffe Royal Flying Corps stellte das No. 92 Squadron am 1. September 1917 in London Colney auf. Im Juli 1918 erfolgte die Verlegung nach Frankreich. Bis zum Kriegsende wurden die Flugzeuge als Jagdflugzeuge und im Erdkampf eingesetzt. Am 7. August 1919 wurde die Einheit aufgelöst.

### Zweiter Weltkrieg
Am 10. Oktober 1939 wurde das Squadron in Tangmere in West Sussex erneut aufgestellt. Es erhielt zunächst zweimotorige Bomber des Typs Bristol Blenheim, die im März 1940 durch Spitfire-Jagdflugzeuge ersetzt wurden. Am 9. Mai 1940 waren sie einsatzbereit und flogen im Mai und Juni über Frankreich. Danach erfolgte die Stationierung in Süd-Wales. Im September 1940 nahm das Squadron als Teil der No. 11 Group an der Luftschlacht um England teil. No. 92 Squadron war die erste Einheit, die mit Spitfires Mk V ausgerüstet werden sollte. Im Februar 1941 traf die erste umgebaute, ehemalige Mk IB mit dem Kennzeichen X4257 in Manston ein. In den folgenden Wochen sandte die Einheit nach und nach ihre Spitfires IB zum Umbau in das Rolls-Royce-Werk in Hucknall. Über Lincolnshire verließ die Einheit Großbritannien in Richtung mittleren Osten. Zunächst gab es dort zu wenig Flugzeuge und Einsätze konnten erst geflogen werden, als im August 1942 die Spitfires eintrafen. Das Squadron wurde nach Tunesien und weiter nach Malta verlegt, wo es im Juni 1943 eintraf. Nach der Eroberung von Flugplätzen auf Sizilien wurde es dorthin verlegt. Im September 1943 erfolgte eine weitere Verlegung auf das italienische Festland. Dort wurde es im Juli 1944 in eine Jabo-Staffel umgewandelt. Am 30. Dezember 1946 wurde das Squadron in Zeltweg aufgelöst.

### Nachkriegszeit
Am 31. Januar 1947 wurde das No. 91 Squadron in No. 92 Squadron umbenannt. Bis Februar 1954 war die Einheit mit strahlgetriebenen Jagdflugzeugen, den Gloster Meteors, ausgestattet. Danach folgten Sabres-Kampfflugzeuge, die im April 1956 durch Hawker Hunters abgelöst wurden. Im April 1963 folgten zweistrahlige Abfangjäger des Typs English Electric Lightning. Ende 1968 wurde das Squadron nach Gütersloh (Deutschland) verlegt. Im Januar 1977 begann die Umstellung auf die US-amerikanischen Überschallflugzeuge McDonnell Phantom II. Das Squadron wurde am 31. März 1977 aufgelöst. Bereit am 1. April 1977 wurde der in Wildenrath stationierte Teil wieder als No. 92 Squadron aktiviert. So blieb es bis zur nächsten Auflösung am 1. Juli 1991. Am 23. September 1992 wurde No. 151 Squadron, eine Trainingseinheit, die mit BAE-Hawk-Strahltrainer ausgerüstet war, in No. 92 Squadron umbenannt. Die Auflösung erfolgte am 1. Oktober 1994. Im November 2008 wurde es als Teil der Erprobungseinrichtung Air Warfare Centre bei der RAF Waddington wieder aufgestellt.